# F-Secure
F-Secure Corporation – fińskie przedsiębiorstwo produkujące oprogramowanie antywirusowe i świadczące usługi z zakresu cyberbezpieczeństwa. Zostało założone w 1988 r., jego centrala mieści się w Helsinkach.
Przedsiębiorstwo rozwija i dostarcza m.in. oprogramowanie antywirusowe, menadżery haseł oraz usługi szybkiego wykrywania i skanowania podatności dla klientów biznesowych.
W 2006 roku przedsiębiorstwo uruchomiło oddziały w Polsce.